# Handels-Societeten i Gefle
Handels-Societeten i Gefle instiftades av Hans Kungliga Majestät den 5 december 1738 och var under 1700- och 1800-talet en maktfaktor i Gävle. Föreningen reglerade vem som fick bedriva handel i staden, men var också en viktig remissinstans för stadens ledning. Den verkade bland annat för att förbättra hamnar, postgång och allmänna kommunikationer och bekostade både Eggegrunds fyr och Böna fyr.
Stiftandet av Handels-Societeten inföll under den så kallade Frihetstiden, en period under vilken många av de förhärskade systemen blev föremål för diskussion och förändringar. Mot slutet av 1800-talet förlorade också föreningen mer och mer av sin praktiska betydelse för näringslivet.
Redan i mitten av 1700-talet delade föreningen ut bidrag till societetens fattigkassa, en verksamhet som i olika skepnader pågått sedan dess. I ett flertal donationsbrev från slutet av 1800-talet och början på 1900-talet kan utläsas att de medel som skänktes till Societeten skulle stödja inte bara "i trångmål komne personer som kunnat vara medlemmar i Societeten" utan även deras änkor och oförsörjda barn.
Idag är Handels-Societeten i Gefle en ideell förening och har ett fastighetsbestånd med bland annat restaurang och 58 lägenheter i stadsdelen Villastaden i Gävle. Föreningen bistår varje år med cirka en miljon kronor i bidrag till behövande, stipendier till handelsstuderanden och stöd till bland annat Ung Företagsamhet.